# Кизил Куле
Кизил Куле (Червона вежа) (тур. Kızıl Kule) — головна визначна пам'ятка турецького міста Аланія. Вежа розташована в порту міста. Ця споруда XIII століття вважається символом міста і навіть зображена на прапорі міста. Є частиною комплексу фортеця Аланії (тур. Alanya Kalesi).

## Історія
Будівництво вежі почалося на початку правління сельджуцького султана Анатолії Ала-ад-Діна Кей-Кубада I і було закінчено в 1226 році. Султан запросив до Аланії арабського архітектора Ебу Алі Реха ель-Кеттані (Ebu Ali Reha el Kettani) з Алеппо (Сирія) для зведення будівлі  [Архівовано 26 Лютого 2021 у Wayback Machine.]. Вежа отримала свою назву завдяки червоному кольору цегли, який він використовував у будівництві  [Архівовано 6 Жовтня 2008 у Wayback Machine.]. Протягом багатьох століть вежа захищала порт і доки від нападу з моря. Будову зведено настільки якісно, що досі залишається одним з кращих прикладів середньовічної військової архітектури. Незважаючи на проведену в 1950-і роки реставрацію будівлі, це найбільш збережена сельджуцька будівля міста. Вежа була відкрита для відвідувачів у 1979 році.

## Архітектура
Восьмикутна вежа з червоної цегли захищає Терсане (Tersane — судноверф), який датується 1221 роком. Висота споруди — 33 метри, діаметр — 29 метрів, довжина кожної стіни — 12,5 метра ? profile_id = 28. У вежі 5 поверхів. Високими кам'яними сходами (всього їх 85) можна піднятися на самий верх. Посередині вежі розташований резервуар. Подібно багатьом будівлям міста, над зубчастими стінами вежі майорить турецький прапор.

## Етнографічний музей
У 1979 році муніципалітет відкрив на першому поверсі вежі етнографічний музей Аланії aspx? ID = 1117. Крім розповіді про історію вежі і міста музей приділяє увагу геральдиці, зокрема — сельджуцькому двоголовому орлу, який зображений на прапорі. Вхід до будівлі відкритий з 08:00 до 12:00 і з 13:30 до 17:30; по понеділках вихідний  [Архівовано 31 Березня 2018 у Wayback Machine.]. До вежі і в музей можна пройти по одному квитку вартістю від 3 до 5 лір (YTL).

## Галерея

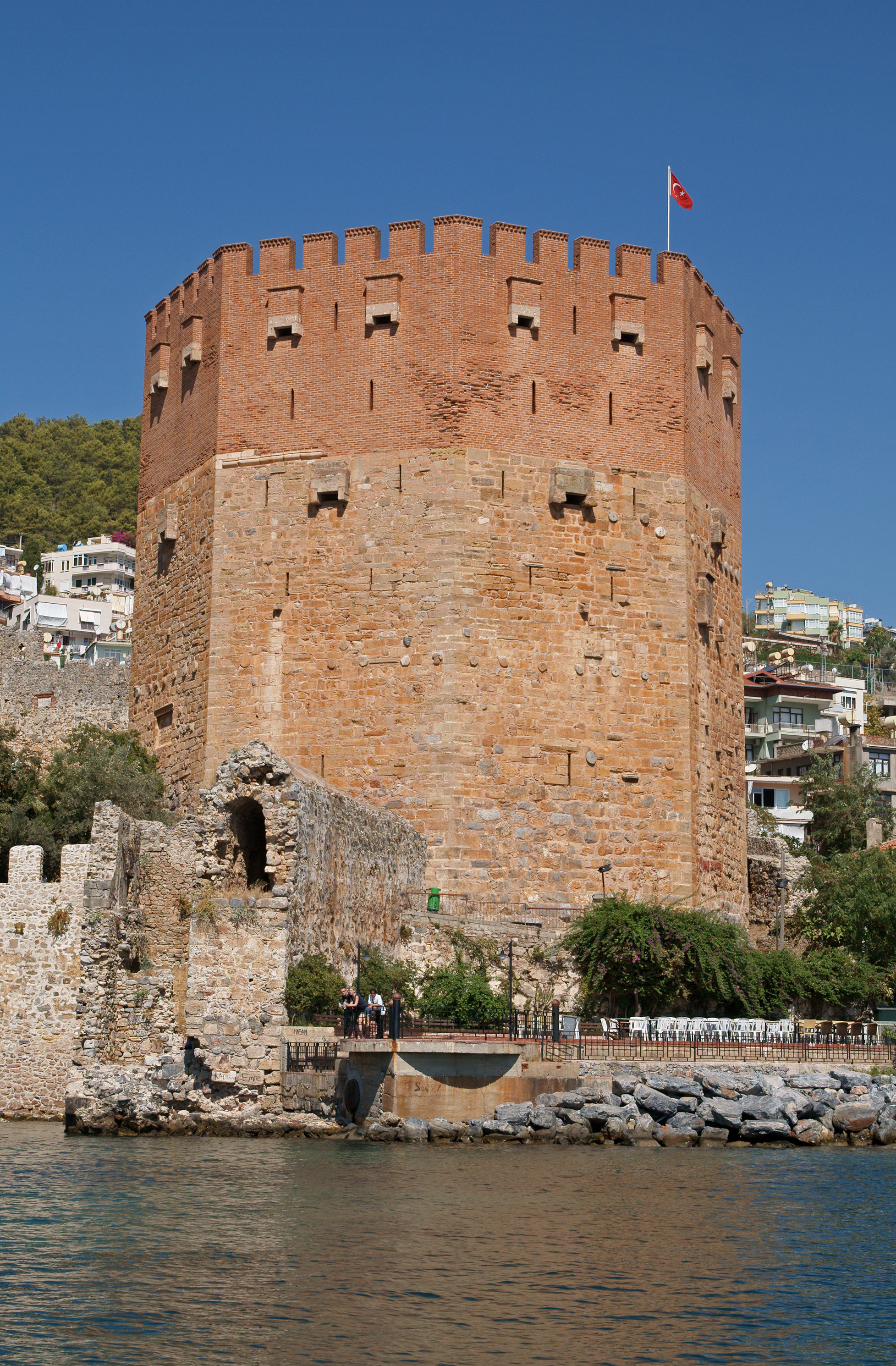
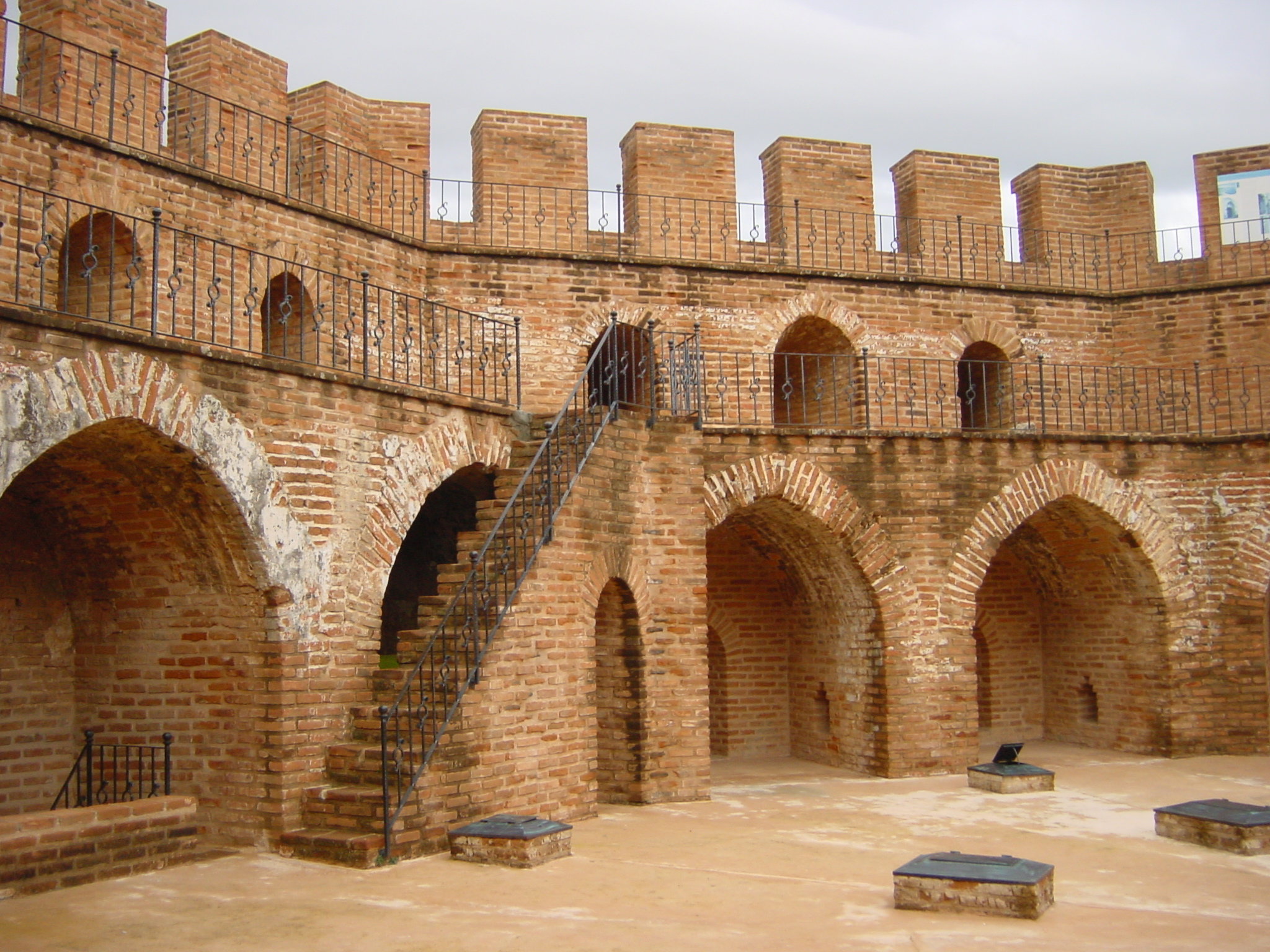
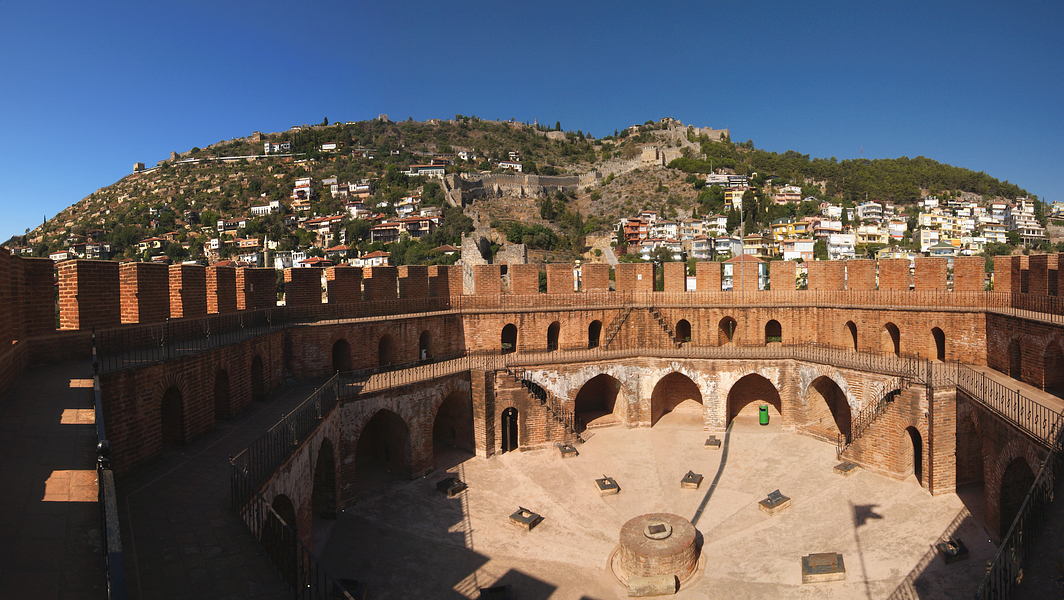
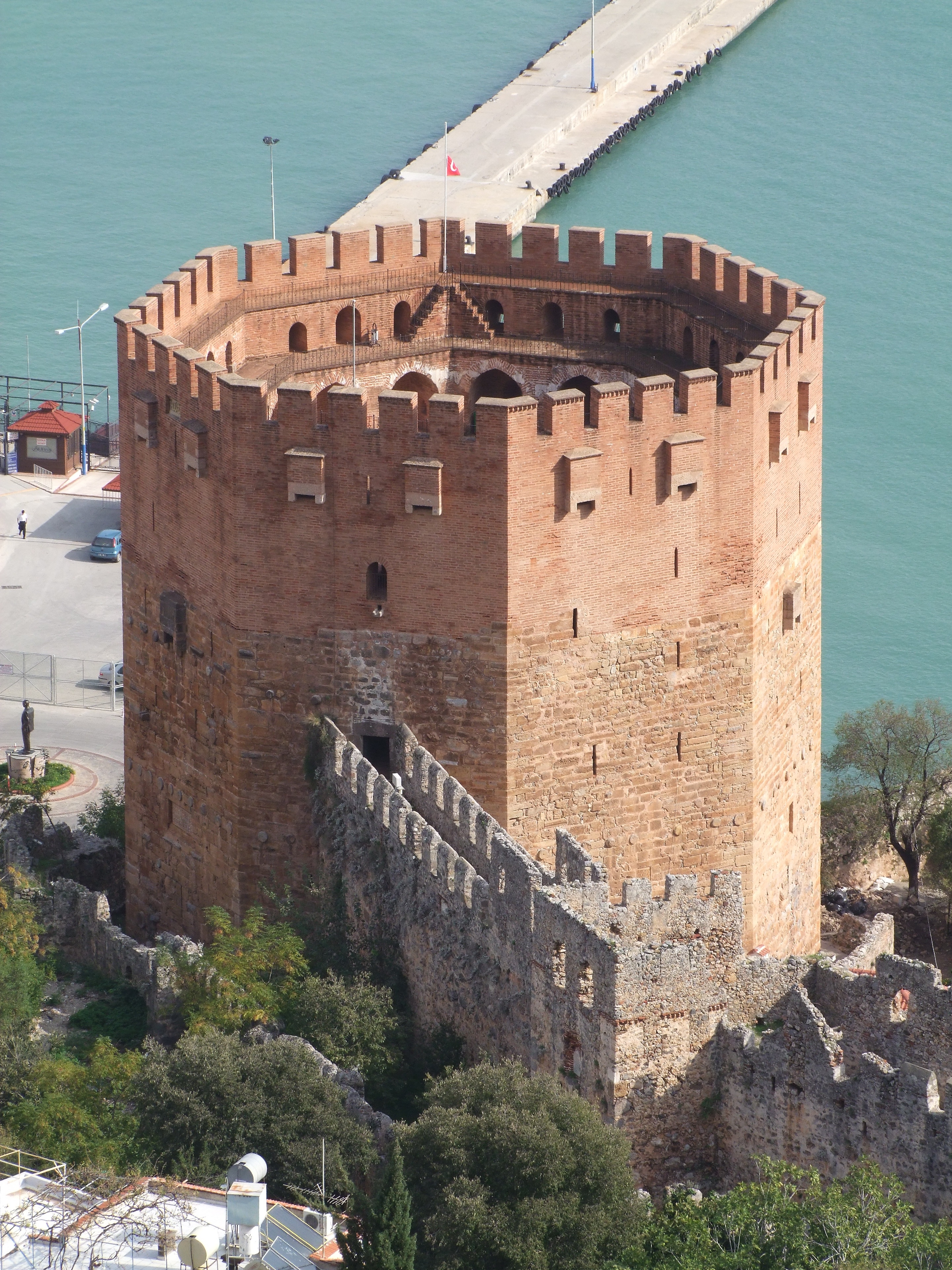